# أنجليكا شروبسدورف
أنجليكا شروبسدورف (بالألمانية: Angelika Schrobsdorff) (و. 1927 – 2016 م) هي كاتِبة، وكاتبة سير ذاتية ألمانية، ولدت في فرايبورغ، توفيت في برلين، عن عمر يناهز 89 عاماً.

## وصلات خارجية
- أنجليكا شروبسدورف على موقع IMDb (الإنجليزية)
- أنجليكا شروبسدورف على موقع مونزينجر (الألمانية)
- أنجليكا شروبسدورف على موقع ألو سيني (الفرنسية)

- أنجليكا شروبسدورف في قاعدة بيانات الأفلام على الإنترنت